# Pasquiaornis
Pasquiaornis — рід викопних птахів ряду Гесперорнісоподібні (Hesperornithiformes), які мешкали у крейдяному періоді 95-93 млн років тому.
Це були нелітаючі морські зубаті птахи. Були описано два види — P. hardiei та P. tankei.
Скам'янілі рештки цього птаха були найдені у 1997 році (Tokaryk, Cumbaa & Storer) поблизу річки Саскачеван (Канада).